# Ținutul Balta
Ținutul Balta (în rusă Балтский уезд) a fost o unitate administrativ-teritorială (uezd) din gubernia Podolia a Imperiului Rus, constituită în 1797. Centrul administrativ al ținutului a fost orașul Balta. Populația ținutului era de 391.018 locuitori (în 1897).

## Istorie
Ținutul fost creat în 1797, ca parte a guberniei Podolia. În 1920, „uezd-ul” a fost abolit.
La sfârșitul lunii iunie 1865 în ținutul Balta a fost înregistrat un focar de holeră. Acesta a fost adus de coloniștii germani din Prusia, în care, la acel moment era deja o epidemie.

## Geografie
Ținutul Balta ocupa o suprafață de 8.680 km² (9.260 de verste). În nord și nord-est se învecina cu ținuturile Olgopol și Gaisîn (Haisîn), precum și cu gubernia Kiev, în est și sud avea hotar cu ținuturile Elisavetgrad, Ananiev și Tiraspol din gubernia Herson, iar în partea vestică ajungea la Nistru, respectiv ținutul Orhei din gubernia Basarabia.
Printre altele, ținutul a inclus și actualul raion Rîbnița din Republica Moldova (stînga Nistrului), precum și un mic sector al raionul Dubăsari.

## Populație
La recensământul populației din 1897, populația ținutului era de 391.018 de locuitori, dintre care:
| Grup etnic           | Populație | % Procentaj |
| -------------------- | --------- | ----------- |
| Maloruși (ucraineni) | 300.543   | 76,8%       |
| Evrei                | 53.066    | 13,6%       |
| Moldoveni [români]   | 17.583    | 4,5%        |
| Velicoruși (ruși)    | 15.188    | 3,9%        |
| alții                | 4.638     |             |

## Diviziuni administrative
În anul 1895, Ținutul Balta cuprindea 24 de voloste (ocoale):
1 orânduire de zemstvă, includea următoarele voloste — Bacșani, Ciorna, Corîtna, Cruteni, Molochiș, Moșnegi, Nestoita, Pereimsk, Pesceana, Țibuleuca, Voloșca (Pisarevka), Voronkov; 
 A 2-a orânduire, volostele — Bogopol, Golovanevsk, Danilov, Iuzevpolsk, Lipoveni, Savrani, Tridub, Troianov, Troian, Veliko-Bobrskaia, Veliko-Mecetnianskaia, Verbovsk. 
Per toral, în ținut era 829 de așezări, inclusiv 1 oraș și 13 orășele.